# Omiodes noctescens
Omiodes noctescens là một loài bướm đêm trong họ Crambidae.